# Vivere! (film 1994)
Vivere! è un film del 1994 diretto da Zhāng Yìmóu, vincitore del Grand Prix Speciale della Giuria al 47º Festival di Cannes.
Il film - tratto dall'omonimo romanzo di Yu Hua - racconta la storia di una famiglia durante i vari cambiamenti politici, dalla caduta dell'impero a Mao: una storia che celebra il valore della famiglia.

## Trama
Siamo negli anni antecedenti la Rivoluzione del 1949 e Xu Fugui, un nobile ricco col vizio del gioco, dopo aver perduto tutti i beni di famiglia si ritrova a doversi guadagnare la vita come musicista in un teatrino ambulante di ombre cinesi. La moglie Jiazhen si ritrova a doverlo seguire nella rovina insieme ai due figli, conoscendo i suoi difetti e continuando ad amarlo nonostante tutto.
In balia di guerre e cambiamenti di regime invecchieranno insieme e vedranno i loro figli fronteggiare la vita.

## Riconoscimenti
- Festival di Cannes 1994
  - Grand Prix Speciale della Giuria
  - Premio per la migliore interpretazione maschile (Ge You)
  - Premio della giuria ecumenica